# Maransin
Maransin är en kommun i departementet Gironde i regionen Nouvelle-Aquitaine i sydvästra Frankrike. Kommunen ligger i kantonen Guîtres som tillhör arrondissementet Libourne. År 2022 hade Maransin 1 059 invånare.

## Befolkningsutveckling
Antalet invånare i kommunen Maransin
Referens:INSEE